# Inkunabel
En inkunabel er en tryksag fra bogtrykkunstens barndom til og med år 1501 i Europa. I Danmark til 1550. Det kan være en bog, et enkelt ark eller en side. Ordet stammer fra det latinske incunabula, der betyder "svøb" eller "vugge" (tysk: Wiegendruck) og hentyder til bogtrykkunstens barndom.

## Oprindelse
Kunsten at trykke bøger er en epokegørende opfindelse. Den betød, at langt flere fik adgang til bøger. Opfindelsen af bogtrykkunsten skal ses på baggrund af, at skrift spillede en større og større rolle i handel og administration.
Bogtrykkunsten blev opfundet ca. 1450 af Johannes Gutenberg. Det revolutionerende ved Gutenbergs opfindelse var de løse typer. Gutenberg opfandt et støbeinstrument til fremstilling af løse, ”bevægelige” typer, der kunne sammenstilles i stadig nye kombinationer. I 1000-tallet var de løse typer blevet opfundet i Kina. Men de mange kinesiske tegn var en grund til, at bogtrykkerkunsten ikke vandt stor udbredelse der.
De ældste trykte bøger i Europa var i form og udstyr direkte kopieret efter håndskrifter (manuskripter). De blev fremstillet med stor dygtighed. Håndskrifternes kunstfærdigt kaligraferede skriftformer blev kopieret af bogtrykkerne i de løse, støbte typer. Inkunabler kan være tilføjet illumineret med initialer, miniaturer og ranker lige som håndskrifterne. En del af de gamle bøger udmærker sig ved en typografisk skønhed, som eftertiden trods alle tekniske fremskridt ikke har kunne overgå.

I denne ældste periode af bogtrykkets historie fik de enkelte tryk deres individuelle præg gennem forskellige former for udsmykninger. Det var almindeligt at en bogejer selv sørgede for, at begyndelsesbogstaverne i de enkelte kapitler, initialerne, blev tilføjet i hånden. 
Det varede ikke længe før bogtrykkunsten blev udbredt til Italien, siden til Frankrig og resten af Europa. Bogtrykkunsten betød, at en tekst blev mangfoldiggjort i ens eksemplarer. Et oplag i det sene 1400-tal har været på 2-300 eksemplarer, i særlige tilfælde omkring 1.000.
Den første brug af ordet stammer fra en pamflet af Bernard von Mallinckrodt: De ortu et progressu artis typographicae ("Oprindelse og udviklingen af den typografiske kunst"), Köln 1639: prima typographicae incunabula ("typografiens barndom"). I ældre tid var betegnelsen Palæotyper, 'gamle tryk', udbredt, men nu er betegnelsen inkunabel almindelig.
Blandt de mest kendte inkunabler er Gutenbergs Bibel fra 1455. I dag kender man ca. 29.000 inkunabel-udgaver. De er registreret i et katalog i regi af British Library  og – mere udførligt og autoritativt – i det tyske Gesamtkatalog der Wiegendrucke  , et stadigt igangværende projekt ved Staatsbibliothek zu Berlin. Ikke alle inkunabler kendes i dag. Mange bøger er gået tabt.
Inkunabler anvendes nu mest som objekter for studiet af bogtrykkunstens oprindelse og kan også have deres selvstændige litterære og kulturhistoriske betydning. De er sjældne, og deres oprindelse og ægthed kan kun dokumenteres af eksperter.

## Inkunabler i Danmark
I Danmark blev den første bog trykt i 1482 af Johan Snell i Odense; det var Guillaume Caoursins beretning om belejringen af Rhodos De obsidione et bello Rhodiano. De første bogtrykkere i Danmark var tyske. De blev kaldt til landet for at trykke kirkelige værker på latin til brug ved messen. Et tidligt højdepunkt i dansk bogkunst er det store Missale Slesvicense – trykt 1482 af Steffen Arndes i Slesvig by. Ved siden af disse kirkelige bestillingsopgaver udkom mere folkelige bøger på dansk. Den første bogtrykker, der slog sig ned i København, var hollænderen Gotfred af Ghemen. Han har bl.a. trykt den ældste kendte trykte bog på dansk, Den danske Rimkrønike – trykt 1495 i København.
Det Kongelige Biblioteks samlede bestand af ældre danica, dvs. bøger trykt indtil år 1600 er blevet digitaliseret til forlagskoncernen ProQuests base ''Early European Books'' . Alle bøger i Det Kongelige Biblioteks samlinger som indgår i Lauritz Nielsen: Dansk bibliografi 1482-1600 (1919-35/1996) er medtaget. Dertil kommer omtrent 450 bøger fra bibliotekets samlinger, som ikke indgår i Lauritz Nielsens bibliografi og unika fra Karen Brahes Bibliotek. Link til mailadressen for Early European Books
Det Kongelige Bibliotek råder over ca. 4.500 inkunabler, hvoraf nogle stammer fra det middelalderlige Bordesholmklosters bibliotek i Holsten. Flere af dem kan læses/ses digitalt.
Næsten alle inkunabler i Danmark er samlet i Det Kongelige Bibliotek og findes i Katalog over Det Kongelige Biblioteks inkunabler, udarbejdet af Victor Madsen. – København, 1931-38 faksimile online Arkiveret 10. marts 2007 hos  Wayback Machine

## Grafiske "inkunabler"
Inden for den grafiske kunst bruges undertiden betegnelsen "inkunabel" om epokegørende træsnit, raderinger eller litografier. Men de kan ikke henregnes til inkunabler i ordets antikvariske betydning.